# Centro Deportivo SIMA
Pour les articles homonymes, voir Sima.
Maillots
Le Centro Deportivo Servicios Industriales de la Marina, plus couramment abrégé en Centro Deportivo SIMA ou encore en CD SIMA, est un club péruvien de football fondé en 1961 et basé dans la ville de Callao. 

## Histoire
Fondé le 1er juin 1961 par des ouvriers des Services industriels de la Marine (SIMA) du port de Callao, le Deportivo SIMA accède à la 2e division en 1968. Champion de D2 l'année suivante, il intègre la 1re division en 1970, mais est rapidement relégué. 
Il remporte un deuxième championnat de 2e division en 1971 et retrouve une nouvelle fois l'élite. Il s'y maintient jusqu'en 1973 avant d'être à nouveau relégué. Le championnat de D2 ayant été supprimé au milieu des années 1970, il se retrouve au sein de la ligue de district de Callao où il évolue de nos jours. 

## Résultats sportifs

### Palmarès
| Compétitions nationales                                    | Compétitions régionales                                                        |
| - Championnat du Pérou D2 (2) : - Champion : 1969 et 1971. | - Ligue de la province de Callao (4) : - Vainqueur : 1976, 1978, 1982 et 2006. |

### Bilan et records
- Saisons au sein du championnat du Pérou : 3 (1970 / 1972-1973).
- Saisons au sein du championnat du Pérou D2 : 3 (1968-1969 / 1971).

## Personnalités historiques du club

### Joueurs

#### Grands noms
Les internationaux péruviens Tomás Iwasaki et Carlos Oliva ont porté les couleurs du CD SIMA en 1970 et 1972, respectivement.

### Entraîneurs
| - Jorge Chávez Fernández (1969) - Roberto Reynoso (1970) - Alfonso Huapaya (1971) - Mario Gonzales Benites (1971) | - Diego Agurto (1972) - José Chiarella Espíritu (1972) - Moisés Barack (1973) - David Zuluaga (2006) |